# Pere IV Assèn de Bulgària
Teodor de Bulgária o també Pere IV Assèn de Bulgària fou un emperador del Segon Imperi Búlgar que regnà entre 1185 i 1197. Fou precedit en el tron per Pere III de Bulgària, i fou succeït per Ivan I Assèn de Bulgària.